# 鄧展
鄧 展（とう てん、生没年不詳）は、中国後漢末期から三国時代の魏に仕えた軍人。荊州南陽郡の人。『三國志』「魏書載公令」では劉展とする。

## 経歴
建安18年(213年)の5月、魏公就任をたびたび辞退する曹操に対して、拝命を勧める群臣の中に鄧展も名を連ねている。
鄧展は矛や戟など五種の武器に精通し、無手であっても白刃の中で戦えるといわれた。
あるとき曹丕、劉勲らと酒の席で剣術の議論をしている際に、曹丕と意見が対立して試合で武法の是非を証明することとなった。みな酒がかなりまわり、酔い覚ましに干蔗(砂糖キビ)を食べていたため、これを棒として対戦した。さっそく鄧展らは殿を降りて数合交えたところ、曹丕から三度も肘に当てられたため左右の者に笑われ、再戦を請うた。曹丕は「余の武法は素早いゆえに面に当てづらく、ゆえに肘のみに当たったのだ」と語り、再度試合を行った。鄧展は突きを当てようと進み出たが、曹丕は予期しており、躱されて額に当てられた。みな座に戻ると曹丕は「昔、陽慶（名医）は淳于意に古い医の手法を棄てさせ、改めて秘術を授けたとか。今、余もまた鄧将軍が古い技を棄てられ、良い技を会得することを願う」と語った。
鄧展は武術だけでなく、学者としての一面もあった。『漢書』は難読語が少なくなく、成立してから多くの者が注釈を残していったが、鄧展もその一人で、顔師古による『漢書』注釈の撰にも採用され、現在でも「鄧展曰く」の文章が確認できる。
また（後漢の鄧展と同一人物かは不明だが）『孝子傳』に、鄧展は蚊の多い季節に窓の下で眠る父母のため、床に伏せて蚊を自分に吸わせた、という逸話が残る。